# Nausithoe sorbei
Nausithoe sorbei är en manetart som beskrevs av Jarms, Tiemann och Prados 2003. Nausithoe sorbei ingår i släktet Nausithoe och familjen Nausithoidae. Inga underarter finns listade i Catalogue of Life.